# Regula Benedicti

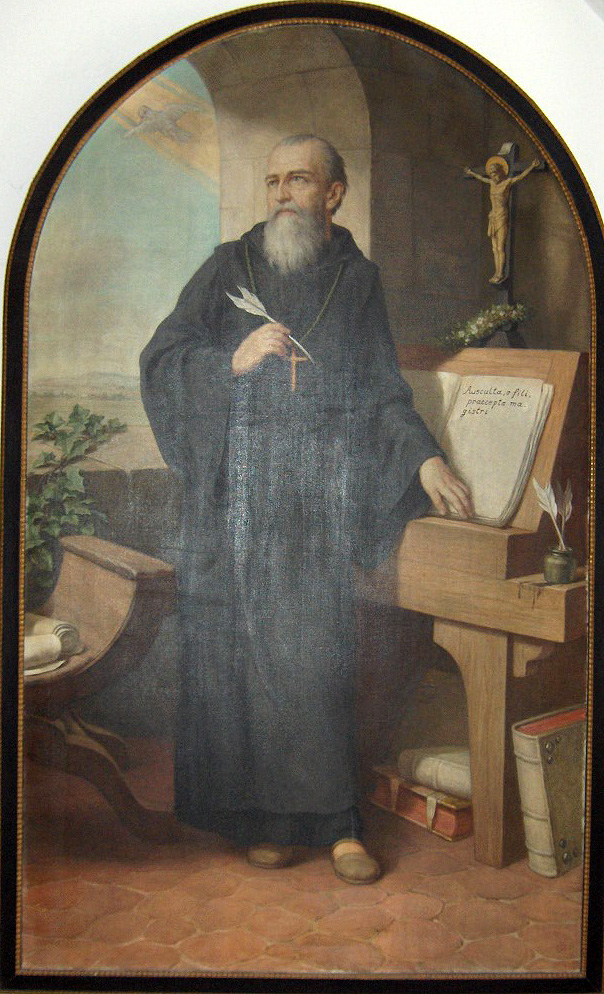
Benedictus van Nursia.

De Regula Benedicti (Latijn voor Regel van Benedictus) is een verzameling voorschriften voor het leven in een Rooms-Katholieke kloosterorde (kloosterregel) verzameld en op papier gezet door de monnik Benedictus van Nursia in de zesde eeuw, om te gelden in het klooster dat hij onder leiding van de kerk had gesticht, de Abdij van Monte Cassino. Als grondbeginsel geldt een balans tussen het religieuze en het werk, bekend geworden in de latijnse spreuk ora et labora. Het regelwerk van Benedictus werd in stappen verplicht gesteld en werd zo in de middeleeuwen de meest bekende en invloedrijke leefregel voor monniken. Met name de benedictijnen en cisterciënzers, inclusief de trappisten, volgen de Regel van Benedictus. Benedictus werd voor zijn werk door de Paus in 1964 tot patroonheilige van rooms-katholiek Europa verklaard.

## Doel en achtergrond
Benedictus wilde met zijn regels een houvast bieden aan diegenen voor wie een kloosterregel als die van Basilius de Grote te streng was. Hij beschrijft zijn regel als een leidraad voor beginners in het kloosterleven en geeft het advies dat ervaren kloosterlingen aanvullend de regels van Basilius volgen. Als voorbeeld nam hij de zogenaamde Regula Magistri die door onbekenden was samengesteld, daarnaast zijn invloeden van de Augustinusregel herkenbaar.
Het werk van Benedictus munt uit door mildheid. In plaats van zich te verliezen in details over bijvoorbeeld de vormen van ascese, legde Benedictus de grote lijnen vast van een leven in balans, enerzijds gewijd aan contemplatie, gebed, de viering van de eucharistie en anderzijds aan werken, in het latijn samengevat als ora et labora. De regels creëren een duidelijke indeling van de dag waarin activiteit en bezinning elkaar afwisselen. Behalve een document dat zowel het dagelijkse leven als de spiritualiteit van het kloosterleven diepgaand heeft beïnvloed, is deze regel ook belangwekkend omdat het door verordeningen van koningen en keizers in delen van Europa tot het geldend recht is gaan horen.

## Inhoud
De Regula Benedicti bestaat uit een proloog en 73 hoofdstukken.
- De hoofdstukken 1-3 leggen de fundamenten voor het leven in een klooster, zoals het goede en oplettende luisteren.
- In de hoofdstukken 4-7 bespreekt Benedictus de deugden waaraan monniken dienen te voldoen, met name gehoorzaamheid, armoede en nederigheid. In hun kloostergeloften beloven religieuzen trouw aan deze deugden.
- Vervolgens komen in de hoofdstukken 8 tot en met 20 voorschriften voor de liturgie, het opus Dei, "het aan God welgevallige werk" aan de orde. De term opus Dei is ook de naam van de huidige kerkelijke instelling Opus Dei, maar de leden ervan leiden geen kloosterleven.
- De bestraffing van overtredingen van de voorschriften vormt de inhoud van de hoofdstukken 21 tot en met 30.
- Vervolgens bespreekt Benedictus in de hoofdstukken 31-57 praktische zaken als het beheer van het klooster, de taken van monniken, de zorg voor monniken en voor hun gasten.
- De opname en positie van novicen, de rangorde in de kloostergemeenschap, de keuze van abt en prior, alsmede de taken van de portier, vormen de onderwerpen van de hoofdstukken 58 tot en met 66. In de hoofdstukken 67 tot en met 72 wordt de onderlinge omgang van de monniken besproken. Het laatste hoofdstuk is een epiloog.

## Doorwerking

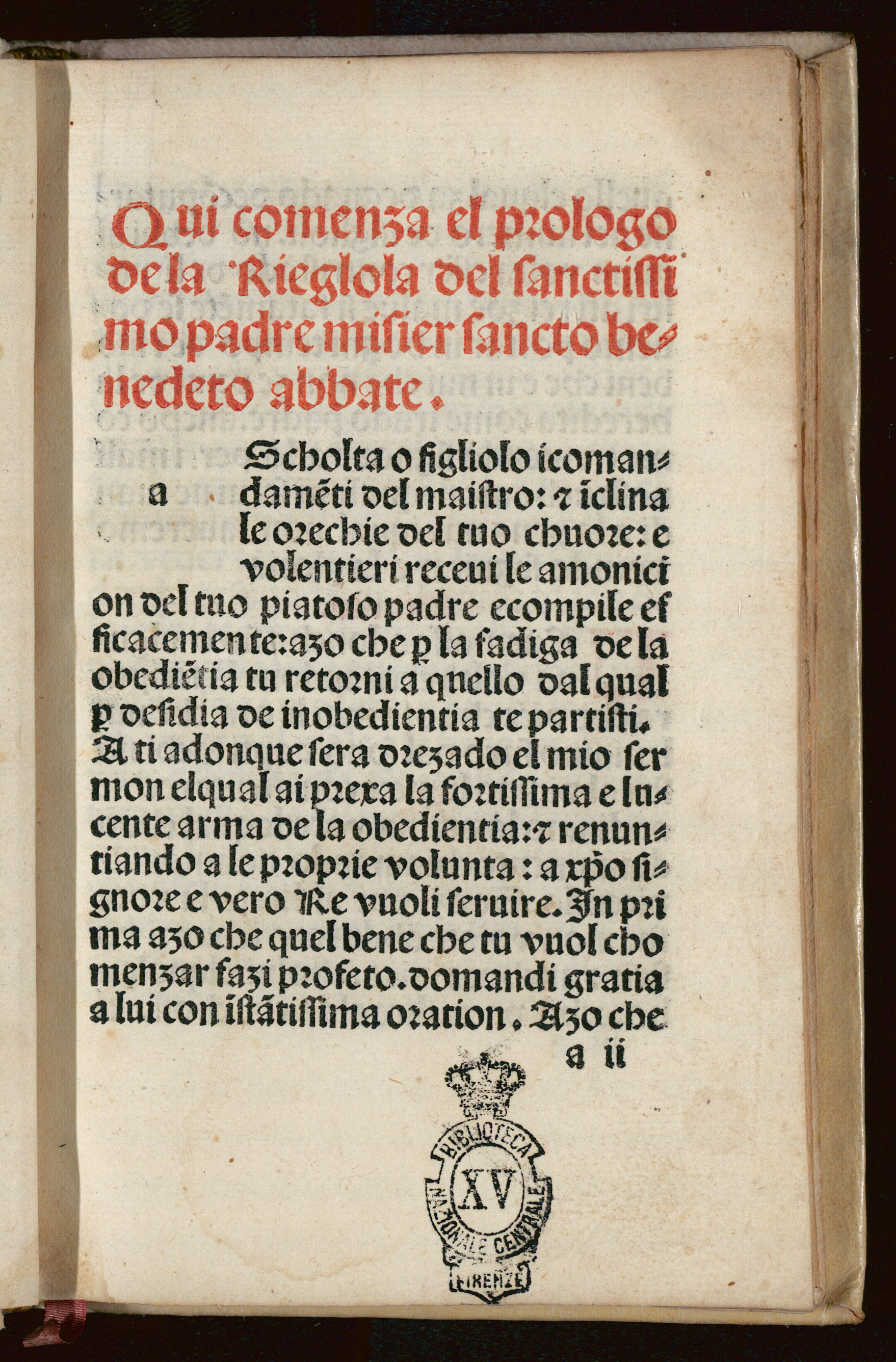
Regula, 1495

De beschrijving van Benedictus' leven, en speciaal zijn optreden als geestelijk leider van zijn kloostergemeenschap in de Dialogen van paus Gregorius de Grote, maakte velen nieuwsgierig naar het regelwerk, ook al stipte Gregorius zelf de regels slechts terloops aan. Vanaf het einde van de 7e eeuw duikt het werk in Engeland en Ierland op. Van daaruit wordt de regel over heel Europa verbreid. Karel de Grote bepaalde dat de Regula Benedicti de enige kloosterregel zou zijn in diens rijk. Een van de oudste handschriften van de regel bevindt zich in de Abdij van Sankt Gallen.
Met het grondbeginsel ora et labora, bid en werk, met de bepalingen over het zevenmaal per dag bidden van getijden en door de sfeer van studie heeft de Regel van Benedictus de Europese cultuur in de middeleeuwen en lang erna wezenlijk mee gevormd. Benedictus' regel maakt geordend samenleven en -werken tot de basis van en het model voor een bescheiden en ingekeerd religieus leven. Er zijn kloosters die als bierbrouwerij een milioenen-onderneming zijn geworden. Ook nu putten velen inspiratie uit de levensopvatting die deze leefregel bevat, zoals managers die op een ethische manier leiding willen geven.

## Middelnederlandse vertaling

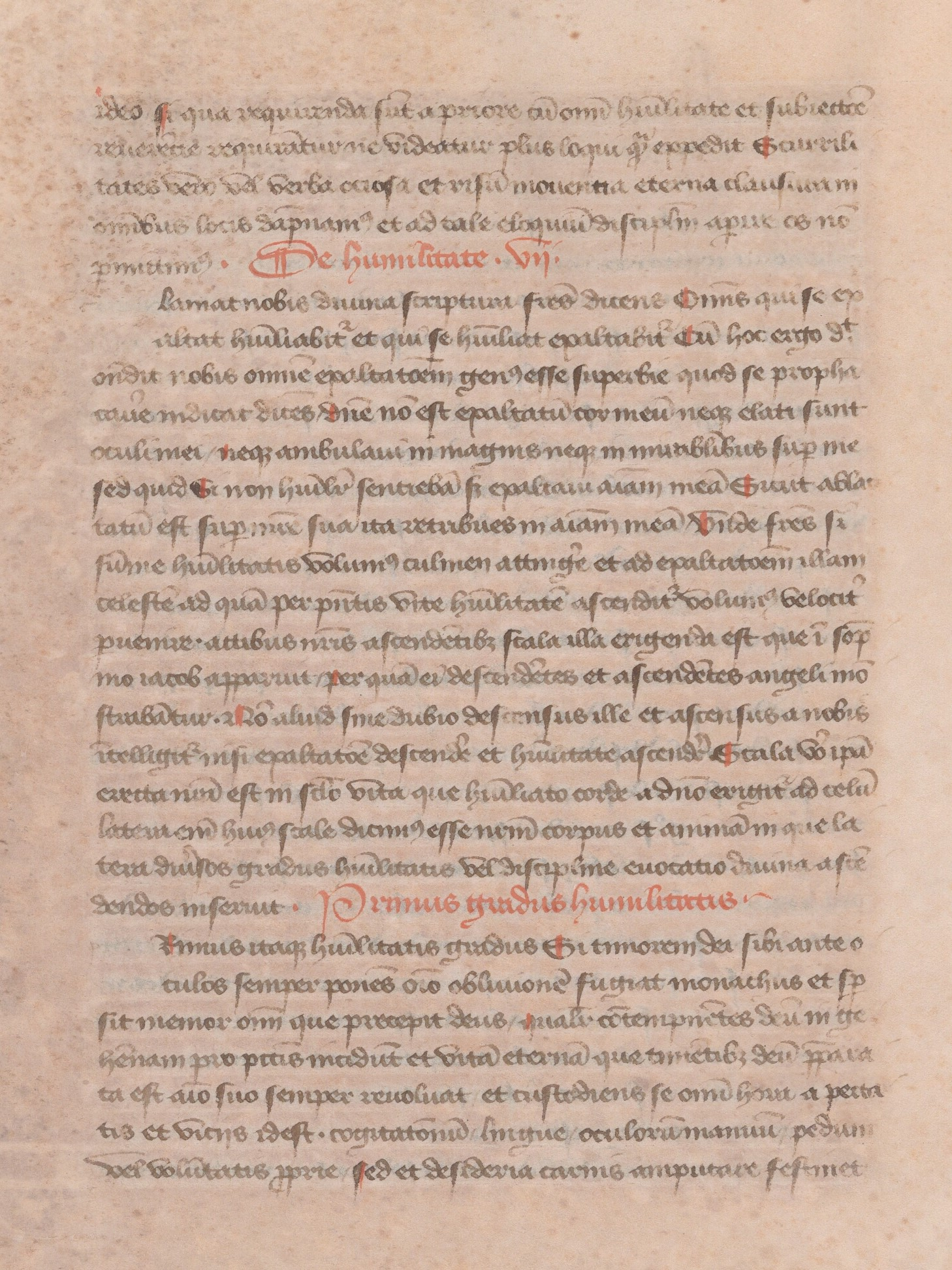
Fragment uit handschrift 256, met de Middelnederlandse vertaling van de Regel van Benedictus.

Regula van Benedictus van Nursia ; Statuta nigrorum monachorum edita a Benedicto XII is de titel van het handschrift 256 dat bewaard wordt in de Universiteitsbibliotheek Gent. Het is een Middelnederlandse vertaling van de Regel van Benedictus. Het handschrift werd vervaardigd in het begin van de vijftiende eeuw, in Gent. Het manuscript kent zijn herkomst dan ook in de Sint-Baafsabdij van Gent. Het handschrift bevat na de Regel van Benedictus nog enkele andere interessante Middelnederlandse teksten:
- Regula S. Benedicti: Proloog (ff. 1r-2r)
- Capitula (ff. 2v-3v)
- Afzonderlijke tekst (ff. 3v-26v)
- Pauselijke constituties en andere regulaties voor Benedictijnse abdijen (ff. 26v-91r)
- Comprise Benedictus papa XII, Statuta nigrorum monachorum (ff. 32r-67v)
- Administratieve, fiscale en legale teksten omtrent de Sint-Baafsabdij in Gent, 1368-1417 (ff. 91v-94r).

## Nederlandse vertalingen
- De Regel van Sint-Benedictus, Vincent Hunink (vert.) (Amsterdam 2000).
- Regel. Richtsnoer voor monastiek leven, Vincent Hunink (vert.), Middeleeuwse Monastieke Teksten 7 (Damon, Budel 2014).
- De Regel van Benedictus, Patrick Lateur (vert. met Lat. brontekst). Met commentaar van br. Benoît Standaert osb en Wil Derkse (Lannoo, Tielt 2010).
- De regel van Sint-Benedictus: dag na dag, vert. Michel Coune, 2000
- De regel van Sint-Benedictus, vert. Frans Vromen o.s.b., 1973

## Benedictijnse kloosterorden
- Benedictijnen: Ordo Sancti Benedicti (OSB)
  - Benedictijnen van de Savigny: Ordo Savigniacensis, 1147 toegetreden tot de cisterciënsers
  - Benedictijnen van Monte Cassino: Ordo of Congregatio Cassinensis (OSBCas)
  - Camaldulenzers of Congregatie van Camaldoli: Ordo of Congregatio Camaldulensium Monto Coronae (Witte Benedictijnen)
  - Celestijnen: Ordo Sancti Benedicti Coelestinensis, ook wel Ordo Celestinorum (OSBCoel) (Celestijner Heremieten)
  - Cluniacensers of Orde van Cluny: Ordo Cluniacensis (OSBClun)
  - Congregatie van Bursfeld: Congregatio Bursfeldiensis
  - Congregatie van Notre-Dame de Calvaire te Poitiers
  - Ebrandijnen of Benedictijnen van Fontevrault - Ordo Fons Ebraldensis
  - Engelse Congregatie
  - Olivetanen: Ordo Sancti Benedicti Montis Oliveti, ook wel Congregatio Sanctae Mariae Montis Oliveti, Fratres Eremitae de Monte Oliveti (OSBOliv)
  - Silvestrijnen: Congregatio Silvestrina Ordinis Sancti Benedicti (CSilvOSB) (Blauwe Benedictijnen)
  - Tironiënsers of Benedictijnen van Tiron: Ordo Tironensis, Tironiensis (OSBTiron) (Frères gris)
  - Vallombrosianen of Congregatie van Valombroso: Ordo of Congregatio Vallis Umbrosae Ordinis Sancti Benedicti (OSBVall of CVUOSB)
- Benedictinessen
- Cisterciënzers of Orde van Cîteaux: Sacer Ordo Cisterciensis (OCist of SOCist) (Grijzemonniken, Schieremonniken, grauwe monniken, ook wel witte monniken genoemd)
  - Trappisten: Ordo Cisterciensis Strictioris Observantiae (OCSO)
- Kartuizers: Ordo Carthusianorum (OCart) (grauwe monniken)
- Kaulieten of Orde van Val des Choues: Ordo Vallis Caulium (Valliscaulianen)